# LaSalle (azienda)
La LaSalle è stato un marchio automobilistico della General Motors utilizzato dal 1927 al 1940.

## Storia
Le automobili prodotte dalla LaSalle erano simili alle Cadillac ma, rispetto a queste, più piccole ed economiche benché più lussuose delle dirette concorrenti.
Le vetture LaSalle condividevano alcune parti con le vetture prodotte con il marchio Oldsmobile, altro marchio della General Motors dedicato alla fascia media del mercato. In ogni caso le vetture LaSalle venivano vendute esclusivamente attraverso la rete vendita della Cadillac. I due marchi erano infatti legati dall'origine simile del nome. Se infatti il marchio Cadillac prendeva origine dall'esploratore Antoine Laumet de La Mothe, Signore di Cadillac, la LaSalle doveva a René Robert Cavelier de La Salle la sua denominazione.

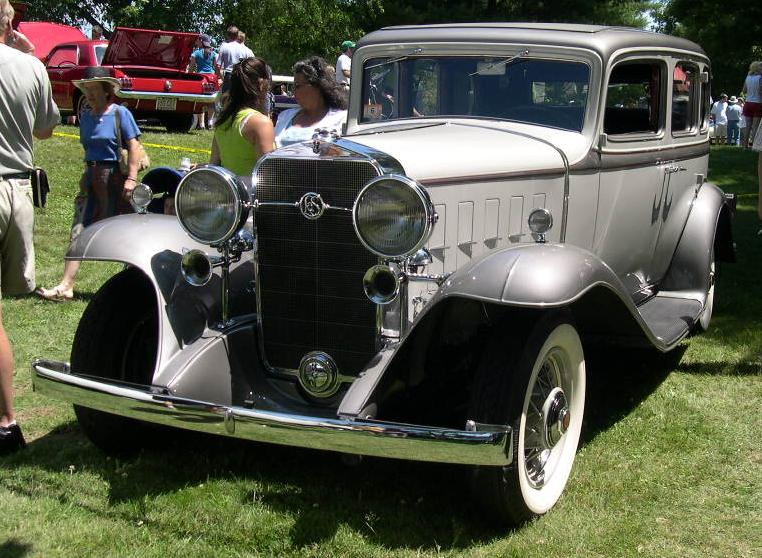
Una berlina LaSalle del 1932

A differenza di molti altri costruttori dell'epoca, quali la Rolls-Royce la LaSalle non era caratterizzata dalla presenza di un proprio radiatore, che la rendesse immediatamente riconoscibile, in quanto la ditta mutava molto velocemente il suo stile.
La presenza del marchio LaSalle si rivelò estremamente utile, per i venditori Cadillac, durante gli anni della grande depressione economica che caratterizzò gli anni '30. infatti le vetture di maggior lusso e valore avevano in quel periodo un mercato forzosamente ristretto.
Oggi le vetture di questo marchio sono molto ricercate dai collezionisti.
Dall'epoca della scomparsa del marchio si sono susseguite voci che vorrebbero una sua rinascita. La Buick Riviera e la Cadillac Seville, nonostante fossero dirette concorrenti, vennero ambedue indicate quali vetture che avrebbero potuto portare il marchio LaSalle.
Uno dei più popolari, negli USA, riferimenti culturali alla LaSalle si ha nella colonna sonora, Those Where the Days, della prima stagione della serie televisiva All in the Family. Nel testo di questa canzone compare la frase gee our old LaSalle ran Great (accidenti la nostra vecchia La Salle va benissimo). Nelle stagioni successive questa frase venne modificata perché gli spettatori non capivano a cosa ci si riferisse.